# 西塔茅
西塔茅（学名：Deyeuxia arundinacea var. sciuroides）为禾本科野青茅属下的一个变种。

## 扩展阅读
- 維基物種上的相關：西塔茅